# Prasinocyma inornata
Prasinocyma inornata är en fjärilsart som beskrevs av Fletcher 1958. Prasinocyma inornata ingår i släktet Prasinocyma och familjen mätare. Inga underarter finns listade i Catalogue of Life.